# Liste der Naturdenkmale im Bezirk Treptow-Köpenick
Die Liste der Naturdenkmale im Bezirk Treptow-Köpenick nennt die im Berliner Bezirk Treptow-Köpenick ausgewiesenen Naturdenkmale (Stand August 2002).

## Bäume
| Nr.               | Bezeichnung            | Lage                                                                          | Beschreibung                  | Schutzzweck                                   | Bild                                    |
| ----------------- | ---------------------- | ----------------------------------------------------------------------------- | ----------------------------- | --------------------------------------------- | --------------------------------------- |
| 9-1/B Wikidata    | Schnurbaum             | Puschkinallee 4/4a (Standort)                                                 | Sophora japonica              | Schönheit, Seltenheit                         | mehr Fotos \| Fotos hochladen           |
| 9-3/B Wikidata    | Feld-Ahorn             | Treptower Park nahe S-Bahn-Eingang (Standort)                                 | Acer campestre                | Schönheit                                     | mehr Fotos \| Fotos hochladen           |
| 9-5/B Wikidata    | Zerr-Eiche             | Treptower Park nordöstlich Puschkinallee (Standort)                           | Quercus cerris                | Schönheit, Seltenheit                         | mehr Fotos \| Fotos hochladen           |
| 9-6/B Wikidata    | Trauben-Eiche          | Treptower Park (Standort)                                                     | Quercus petraea               | Schönheit                                     | Direkt Bild zu diesem Denkmal hochladen |
| 9-8/B Wikidata    | Stiel-Eiche            | Treptower Park südwestlich Alt-Treptow (Standort)                             | Quercus robur                 | Schönheit                                     | mehr Fotos \| Fotos hochladen           |
| 9-10/B Wikidata   | Flatter-Ulme           | Treptower Park nordöstlicher Bereich (Standort)                               | Ulmus laevis                  | Schönheit, Seltenheit                         | Direkt Bild zu diesem Denkmal hochladen |
| 9-11/B Wikidata   | Balkan-Rosskastanie    | Treptower Park, Uferweg, östlich Gaststätte Plänterwald (Standort)            | Aesculus hippocastanum        | Schönheit                                     | mehr Fotos \| Fotos hochladen           |
| 9-14/B Wikidata   | Chinesische Baum-Weide | Spreepark/Plänterwald, östlicher Bereich nahe 1. Hilfe Station (Standort)     | Salix matsudana ‚Tortuosa‘    | Schönheit, Seltenheit, Eigenart               | Direkt Bild zu diesem Denkmal hochladen |
| 9-15/B Wikidata   | zwei Rot-Buchen        | Bruno-Bürgel-Weg 13–17, Spreeufer (Standort)                                  | Fagus sylvatica               | Schönheit                                     | Direkt Bild zu diesem Denkmal hochladen |
| 9-17/B Wikidata   | Stiel-Eiche            | Buntzelstraße 1 / Richterstraße 8 (Standort)                                  | Quercus robur                 | Schönheit                                     | Direkt Bild zu diesem Denkmal hochladen |
| 9-18/B Wikidata   | Stiel-Eiche            | Britzer Allee ehemalige Baumschulfläche (Standort)                            | Quercus robur                 | Schönheit                                     | Direkt Bild zu diesem Denkmal hochladen |
| 9-19/B Wikidata   | Französischer Ahorn    | Späthstraße 119/120 (Standort)                                                | Acer monspessulanum           | Schönheit, Seltenheit                         | Direkt Bild zu diesem Denkmal hochladen |
| 9-21/B Wikidata   | Stiel-Eiche            | vor Mühlenweg 16 (Standort)                                                   | Quercus robur                 | Schönheit                                     | Direkt Bild zu diesem Denkmal hochladen |
| 9-22/B Wikidata   | Stiel-Eiche            | vor Mühlenweg 18 (Standort)                                                   | Quercus robur                 | Schönheit                                     | Direkt Bild zu diesem Denkmal hochladen |
| 9-24/B Wikidata   | Stiel-Eiche            | vor Mühlenweg 31 (Standort)                                                   | Quercus robur                 | Schönheit                                     | Direkt Bild zu diesem Denkmal hochladen |
| 9-26/B Wikidata   | Stiel-Eiche            | vor Plutoweg 8 (Standort)                                                     | Quercus robur                 | Schönheit                                     | Direkt Bild zu diesem Denkmal hochladen |
| 9-29/B-1 Wikidata | Platanen               | Josef-Nawrocki-Straße 16 (Standort)                                           | Platanus x hispanica          |                                               | Fotos hochladen                         |
| 9-29/B-2 Wikidata | Platanen               | Josef-Nawrocki-Straße 16 (Standort)                                           | Platanus x hispanica          |                                               | Fotos hochladen                         |
| 9-29/B-3 Wikidata | Platanen               | Josef-Nawrocki-Straße 16 (Standort)                                           | Platanus x hispanica          |                                               | Direkt Bild zu diesem Denkmal hochladen |
| 9-30/B Wikidata   | Balkan-Rosskastanie    | Bölschestraße 45 / Drachholzstraße (Standort)                                 | Aesculus hippocastanum        | Schönheit                                     | Direkt Bild zu diesem Denkmal hochladen |
| 9-31/B Wikidata   | Stiel-Eiche            | Karl-Pokern-Straße 3 (Standort)                                               | Quercus robur                 | Schönheit                                     | Direkt Bild zu diesem Denkmal hochladen |
| 9-32/B Wikidata   | Gemeine Eibe           | Cardinalplatz 1 (Standort)                                                    | Taxus baccata                 | Schönheit                                     | Direkt Bild zu diesem Denkmal hochladen |
| 9-34/B Wikidata   | Stiel-Eiche            | Bellevuepark südwestlicher Bereich (Standort)                                 | Quercus robur                 | Schönheit                                     | mehr Fotos \| Fotos hochladen           |
| 9-36/B-1 Wikidata | Schwarznuss            | Schlossinsel (Standort)                                                       | Juglans nigra                 |                                               | Direkt Bild zu diesem Denkmal hochladen |
| 9-37/B Wikidata   | Blutbuche              | Eiselenweg Ecke Ernst-Grube-Straße (Standort)                                 | Fagus sylvatica ‚Atropunicea‘ | Schönheit                                     | mehr Fotos \| Fotos hochladen           |
| 9-38/B Wikidata   | Balkan-Rosskastanie    | Schloßgraben, vor dem Eingang Schloßinsel (Standort)                          | Aesculus hippocastanum        | Schönheit                                     | mehr Fotos \| Fotos hochladen           |
| 9-39/B Wikidata   | Stiel-Eiche            | Wendenschloßstraße 86, Grünanlage am Stichkanal (Standort)                    | Quercus robur                 | Schönheit                                     | mehr Fotos \| Fotos hochladen           |
| 9-40/B Wikidata   | Stiel-Eiche            | Hämmerlingstraße 108 (Standort)                                               | Quercus robur                 | Schönheit                                     | mehr Fotos \| Fotos hochladen           |
| 9-44/B Wikidata   | Stiel-Eiche            | Fürstenwalder Damm 852, Revierförsterei Müggelsee (Standort)                  | Quercus robur                 | Schönheit                                     | Direkt Bild zu diesem Denkmal hochladen |
| 9-46/B Wikidata   | Stiel-Eiche            | Jagen 198 b, östlich Teufelssee (Standort)                                    | Quercus robur                 | Schönheit                                     | mehr Fotos \| Fotos hochladen           |
| 9-48/B Wikidata   | Stiel-Eiche            | Regattastraße 80 (Standort)                                                   | Quercus robur                 | Schönheit                                     | Direkt Bild zu diesem Denkmal hochladen |
| 9-49/B Wikidata   | Blut-Buche             | Grünanlage Regattastraße 110 (Standort)                                       | Fagus sylvatica ‚Atropunicea‘ | Schönheit                                     | Direkt Bild zu diesem Denkmal hochladen |
| 9-51/B Wikidata   | zwei Blut-Buchen       | Libboldallee 20 (Standort)                                                    | Fagus sylvatica ‚Atropunicea‘ | Schönheit                                     | Direkt Bild zu diesem Denkmal hochladen |
| 9-53/B Wikidata   | Feld-Ahorn             | Platz des 23. April (Standort)                                                | Acer campestre                | Schönheit, Seltenheit, Eigenart (mehrstämmig) | Direkt Bild zu diesem Denkmal hochladen |
| 9-54/B Wikidata   | Berg-Ahorn             | Bahnhofstraße 63, 64, 65 (Standort)                                           | Acer pseudoplatanus           | Schönheit                                     | Direkt Bild zu diesem Denkmal hochladen |
| 9-56/B Wikidata   | Flatter-Ulme           | vor Dorfstraße 4 (Standort)                                                   | Ulmus laevis                  | Schönheit, Seltenheit, Eigenart               | mehr Fotos \| Fotos hochladen           |
| 9-57/B Wikidata   | Stiel-Eiche            | Müggelwerderweg 6/8 (Standort)                                                | Quercus robur                 | Schönheit                                     | mehr Fotos \| Fotos hochladen           |
| 9-58/B Wikidata   | Platane                | Josef-Nawrocki-Straße 16 (Standort)                                           | Platanus × acerifolia         | Schönheit                                     | Direkt Bild zu diesem Denkmal hochladen |
| 9-61/B Wikidata   | Blut-Buche             | Grünanlage Maria-Jankowski-Park (zentraler Bereich), Bahnhofstraße (Standort) | Fagus sylvatica ‚Atropunicea‘ | Schönheit                                     | mehr Fotos \| Fotos hochladen           |
| 9-63/B Wikidata   | Stern-Magnolie         | Fürstenwalder Damm 260 (Standort)                                             | Magnolia stellata             | Schönheit, Seltenheit                         | Direkt Bild zu diesem Denkmal hochladen |
| 9-64/B Wikidata   | Feld-Ahorn             | Mahlsdorfer Straße 94 (Standort)                                              | Acer campestre                |                                               | Direkt Bild zu diesem Denkmal hochladen |
| 9-65/B Wikidata   | Zerr-Eiche             | Treptower Park, westlich der Abteibrücke zur Insel der Jugend (Standort)      | Quercus cerris                |                                               | Direkt Bild zu diesem Denkmal hochladen |
| 9-66/B Wikidata   | Japanischer Kuchenbaum | Müggelpark, auf Höhe Josef-Nawrocki-Straße 30 (Standort)                      | Cercidiphyllum japonicum      |                                               | Direkt Bild zu diesem Denkmal hochladen |
| 9-67/B Wikidata   | Gewöhnliche Kiefer     | Karolinenhofweg 2 (Standort)                                                  | Pinus sylvestris              |                                               | Direkt Bild zu diesem Denkmal hochladen |
| 9-68/B Wikidata   | Gewöhnliche Kiefer     | Karolinenhofweg Ecke Rehfeldtstraße (Standort)                                | Pinus sylvestris              |                                               | Direkt Bild zu diesem Denkmal hochladen |
| 9-69/B Wikidata   | Gewöhnliche Kiefer     | Platz 764, gegenüber Biebersdorfer Weg 3 (Standort)                           | Pinus sylvestris              |                                               | Direkt Bild zu diesem Denkmal hochladen |
| 9-70/B Wikidata   | Stiel-Eiche            | Adlergestell 757 (Standort)                                                   | Quercus robur                 |                                               | Direkt Bild zu diesem Denkmal hochladen |
| 9-71/B Wikidata   | Blutbuche              | Regattastraße 80 (Standort)                                                   | Fagus sylvatica 'Purpurea'    |                                               | Direkt Bild zu diesem Denkmal hochladen |
| 9-72/B Wikidata   | Stiel-Eiche            | Trützschlerstraße Ecke Segelfliegerdamm (Standort)                            | Quercus robur                 |                                               | Direkt Bild zu diesem Denkmal hochladen |
| 9-73/B Wikidata   | Stiel-Eiche            | ehemaliger Spreepark, Plänterwald, ca. 50 m vom Uferbereich (Standort)        | Quercus robur                 |                                               | Direkt Bild zu diesem Denkmal hochladen |

## Findlinge
Die in Berlin als Naturdenkmal geführten Findlinge sind in der Regel erratische Blöcke mit einem Volumen von mindestens einem Kubikmeter und somit eine Masse von mehreren Tonnen.
| Nr.            | Bezeichnung    | Lage                         | Beschreibung | Schutzzweck                | Bild                                    |
| -------------- | -------------- | ---------------------------- | ------------ | -------------------------- | --------------------------------------- |
| 9-1/F Wikidata | Findling       | Normannenstraße 7 (Standort) |              | naturgeschichtliche Gründe | Direkt Bild zu diesem Denkmal hochladen |
| 9-2/F Wikidata | zwei Findlinge | Sachsenstraße 11 (Standort)  |              | naturgeschichtliche Gründe | mehr Fotos \| Fotos hochladen           |

## Ehemalige Naturdenkmale
| Nr.             | Bezeichnung                     | Lage                                                                    | Beschreibung | Schutzzweck                     | Bild                                    |
| --------------- | ------------------------------- | ----------------------------------------------------------------------- | --- | ------------------------------- | --------------------------------------- |
| 9-2/B Wikidata  | Fächerblattbaum                 | Am Treptower Park 76/Puschkinallee 47 (Standort)                        | Ginkgo biloba; bei Neuausweisung 2021 nicht mehr gelistet                                                                              | Schönheit, Seltenheit           | mehr Fotos \| Fotos hochladen           |
| 9-4/B Wikidata  | Platane                         | Treptower Park nordöstlich Puschkinallee (Standort)                     | Platanus × acerifolia; bei Neuausweisung 2021 nicht mehr gelistet                                                                      | Schönheit                       | mehr Fotos \| Fotos hochladen           |
| 9-7/B Wikidata  | Elsbeere                        | Treptower Park südwestlich Puschkinallee (Standort)                     | Sorbus torminalis; bei Neuausweisung 2021 nicht mehr gelistet                                                                          | Schönheit, Seltenheit, Eigenart | Direkt Bild zu diesem Denkmal hochladen |
| 9-9/B Wikidata  | Rot-Buche                       | Treptower Park Spreeseite nahe Puschkinallee (Standort)                 | Fagus sylvatica; bei Neuausweisung 2021 nicht mehr gelistet                                                                            | Schönheit                       | mehr Fotos \| Fotos hochladen           |
| 9-12/B Wikidata | Gemeine Eibe                    | Kiefholzstraße 360–369 (Standort)                                       | Taxus baccata; bei Neuausweisung 2021 nicht mehr gelistet                                                                              | Schönheit                       | Direkt Bild zu diesem Denkmal hochladen |
| 9-13/B Wikidata | Flatter-Ulme                    | Alt-Treptow 12 (Standort)                                               | Ulmus laevis; bei Neuausweisung 2021 nicht mehr gelistet                                                                               | Schönheit                       | mehr Fotos \| Fotos hochladen           |
| 9-16/B Wikidata | Spitz-Ahorn                     | Mittelweg Ecke Bohnsdorfer Weg (Standort)                               | Acer platanoides; bei Neuausweisung 2021 nicht mehr gelistet                                                                           | Schönheit                       | Direkt Bild zu diesem Denkmal hochladen |
| 9-20/B Wikidata | Stiel-Eiche                     | Mühlenweg 7 nordöstlicher Bereich (Standort)                            | Quercus robur; bei Neuausweisung 2021 nicht mehr gelistet                                                                              | Schönheit                       | Direkt Bild zu diesem Denkmal hochladen |
| 9-23/B Wikidata | Stiel-Eiche                     | neben Mühlenweg 25 / Ecke Stieggarten (Standort)                        | Quercus robur; bei Neuausweisung 2021 nicht mehr gelistet                                                                              | Schönheit                       | Direkt Bild zu diesem Denkmal hochladen |
| 9-25/B Wikidata | Stiel-Eiche                     | Mühlenweg 41/42 (Standort)                                              | Quercus robur; bei Neuausweisung 2021 nicht mehr gelistet                                                                              | Schönheit                       | Direkt Bild zu diesem Denkmal hochladen |
| 9-27/B Wikidata | drei Platanen, Flatter-Ulme     | Müggelpark westlicher Bereich, am Weg zum Spreetunnel (Standort)        | Platanus × acerifolia, Ulmus laevis; bei Neuausweisung 2021 nicht mehr gelistet                                                        | Schönheit                       | Fotos hochladen                         |
| 9-28/B Wikidata | Platane                         | Müggelpark (Standort)                                                   | Platanus x hispanica; bei Neuausweisung 2021 nicht mehr gelistet                                                                       |                                 | Fotos hochladen                         |
| 9-28/B Wikidata | Berliner Lorbeer-Pappel         | Müggelpark (Standort)                                                   | Populus × berolinensis; bei Neuausweisung 2021 nicht mehr gelistet                                                                     |                                 | Fotos hochladen                         |
| 9-28/B Wikidata | Rot-Buche                       | Müggelpark (Standort)                                                   | Fagus sylvatica; bei Neuausweisung 2021 nicht mehr gelistet                                                                            |                                 | Fotos hochladen                         |
| 9-33/B Wikidata | Stiel-Eiche                     | Bellevuepark südlicher Bereich (Standort)                               | Quercus robur; bei Neuausweisung 2021 nicht mehr gelistet                                                                              | Schönheit                       | Direkt Bild zu diesem Denkmal hochladen |
| 9-35/B Wikidata | drei Lederhülsenbäume           | Bellevuepark östlicher Bereich (Standort)                               | Gleditsia triacanthos; bei Neuausweisung 2021 nicht mehr gelistet                                                                      | Schönheit, Seltenheit, Eigenart | Direkt Bild zu diesem Denkmal hochladen |
| 9-36/B Wikidata | Schwarznuss, Platane            | Schloßinsel (Standort)                                                  | Juglans nigra, Platanus × acerifolia; bei Neuausweisung 2021 nicht mehr gelistet                                                       | Schönheit                       | mehr Fotos \| Fotos hochladen           |
| 9-41/B Wikidata | Gemeine Eibe                    | Ernst-Grube-Straße 16 (Standort)                                        | Taxus baccata; bei Neuausweisung 2021 nicht mehr gelistet                                                                              | Schönheit, Seltenheit, Eigenart | Direkt Bild zu diesem Denkmal hochladen |
| 9-42/B Wikidata | Flatter-Ulme                    | Wiesengrund 7 (Standort)                                                | Ulmus laevis; bei Neuausweisung 2021 nicht mehr gelistet                                                                               | Schönheit                       | Direkt Bild zu diesem Denkmal hochladen |
| 9-43/B Wikidata | Stiel-Eiche                     | Alt-Köpenick 8, 10 (Standort)                                           | Quercus robur; bei Neuausweisung 2021 nicht mehr gelistet                                                                              | Schönheit                       | mehr Fotos \| Fotos hochladen           |
| 9-45/B Wikidata | Flatter-Ulme                    | Seddinpromenade / Jagen 36, nordöstlich Schmöckwitzer Brücke (Standort) | Ulmus laevis; bei Neuausweisung 2021 nicht mehr gelistet                                                                               | Schönheit                       | Direkt Bild zu diesem Denkmal hochladen |
| 9-47/B Wikidata | zwei Abendländische Lebensbäume | Zaucher Weg 13 (Standort)                                               | fälschlicherweise als Thuja occidentalis ausgewiesene Thuja plicata in Berlin-Karolinenhof; bei Neuausweisung 2021 nicht mehr gelistet | Schönheit, Seltenheit           | mehr Fotos \| Fotos hochladen           |
| 9-50/B Wikidata | Silber-Pappel                   | Birkenstraße 13, 15 (Standort)                                          | Populus alba ‚Nivea‘; bei Neuausweisung 2021 nicht mehr gelistet                                                                       | Schönheit                       | Direkt Bild zu diesem Denkmal hochladen |
| 9-52/B Wikidata | Blut-Buche                      | Niebergallstraße 28 (Standort)                                          | Fagus sylvatica ‚Purpurea‘; bei Neuausweisung 2021 nicht mehr gelistet                                                                 | Schönheit                       | Direkt Bild zu diesem Denkmal hochladen |
| 9-55/B Wikidata | Stiel-Eiche                     | Grünanlage Kochelseestraße / Walchenseestraße (Standort)                | Quercus robur; bei Neuausweisung 2021 nicht mehr gelistet                                                                              | Schönheit                       | Direkt Bild zu diesem Denkmal hochladen |
| 9-59/B Wikidata | Silber-Weide                    | Baumgarteninsel, südöstlicher Bereich (Standort)                        | Salix alba; bei Neuausweisung 2021 nicht mehr gelistet                                                                                 | Eigenart                        | Direkt Bild zu diesem Denkmal hochladen |
| 9-60/B Wikidata | Flatter-Ulme                    | Jagen 14, am Uferweg (Standort)                                         | Ulmus laevis; bei Neuausweisung 2021 nicht mehr gelistet                                                                               | Eigenart                        | Direkt Bild zu diesem Denkmal hochladen |
| 9-62/B Wikidata | Weißer Maulbeerbaum             | Bölschestraße vor Nr. 126a (Standort)                                   | Morus alba; bei Neuausweisung 2021 nicht mehr gelistet                                                                                 | Seltenheit                      | Direkt Bild zu diesem Denkmal hochladen |